# 悟空杆菌属
悟空杆菌属（学名：Wukongibacter）是梭菌科下的一个属。

## 下属物种
本属包括以下物种：
- 白堤悟空杆菌 Wukongibacter baidiensis Li et al., 2016，分离自混合热液硫化物[2]